# L'Odyssée du Passeur d'Aurore
Pour les articles homonymes, voir Odyssée (homonymie).
L'Odyssée du Passeur d'Aurore (en anglais : The Voyage of the Dawn Treader) est un roman fantastique pour la jeunesse de Clive Staples Lewis, publié en 1952. C'est le troisième tome publié dans la série Le Monde de Narnia, qui en compte sept, mais dans l'ordre de lecture, c'est le cinquième. Il voit apparaître un nouveau protagoniste, Eustache.
En France, le roman est paru en 1983 sous le titre Le Voyage de la « Belle Aurore ». Une adaptation cinématographique, Le Monde de Narnia : L'Odyssée du Passeur d'Aurore, sort en 2010 au cinéma.

## Résumé
Lucy, Edmund et leur cousin Eustache Clarence-Scrubb sont transportés à Narnia par l'intermédiaire d'un tableau magique. Sur un navire baptisé le Passeur d'Aurore, ils se dirigent vers l'est, avec le roi Caspian, à la recherche de sept seigneurs disparus. En même temps, ils veulent aller voir le bout-du-monde et le pays d'Aslan. Ripitchip (une souris parlante de l'équipage de Caspian) ira jusqu'au pays d'Aslan tout seul pour lever le sortilège qui a plongé trois seigneurs de Narnia dans un sommeil éternel. En cours de route, Eustache fera quelques bêtises qui compliqueront la vie de l'équipage.

## Liste des chapitres
1. Un tableau sur le mur
2. À bord du Passeur d'Aurore
3. Les îles Solitaires
4. Ce que Caspian fit là-bas
5. La tempête et ses conséquences
6. Les aventures d'Eustache
7. Comment se termina cette aventure
8. Deux fuites précipitées
9. L'île des Voix
10. Lucy et le livre du magicien
11. Comment rendre les Nullipotes heureux
12. L'île Obscure
13. Les trois dormeurs
14. Là où commence le Bout-du-Monde
15. Les merveilles du Dernier Océan
16. Tout au Bout-du-Monde

## Éditions françaises
- 1984 : Le Voyage de la « Belle Aurore » ; traduit par Michel Baron, illustré par Pauline Baynes, Collection : Bibliothèque du chat perché, Paris : Flammarion, 246 p. (BNF 34746299)  (ISBN 2-08-091762-5)
- 2002 : L'Odyssée du Passeur d'Aurore ; traduit par Philippe Morgaut, illustré par Pauline Baynes, Collection : Folio junior no 1210, Paris : Gallimard jeunesse, 260 p. (BNF 38878231)  (ISBN 2-07-054941-0)
- 2010 : L'Odyssée du Passeur d'Aurore ; traduit par Philippe Morgaut, illustré par Pauline Baynes, Collection : Folio junior no 1566, Paris : Gallimard jeunesse, 245 p.(BNF 42329105)  (ISBN 978-2-07-069518-8)